# Furisode
 (janvier 2013).
Si vous disposez d'ouvrages ou d'articles de référence ou si vous connaissez des sites web de qualité traitant du thème abordé ici, merci de compléter l'article en donnant les références utiles à sa vérifiabilité et en les liant à la section « Notes et références ».

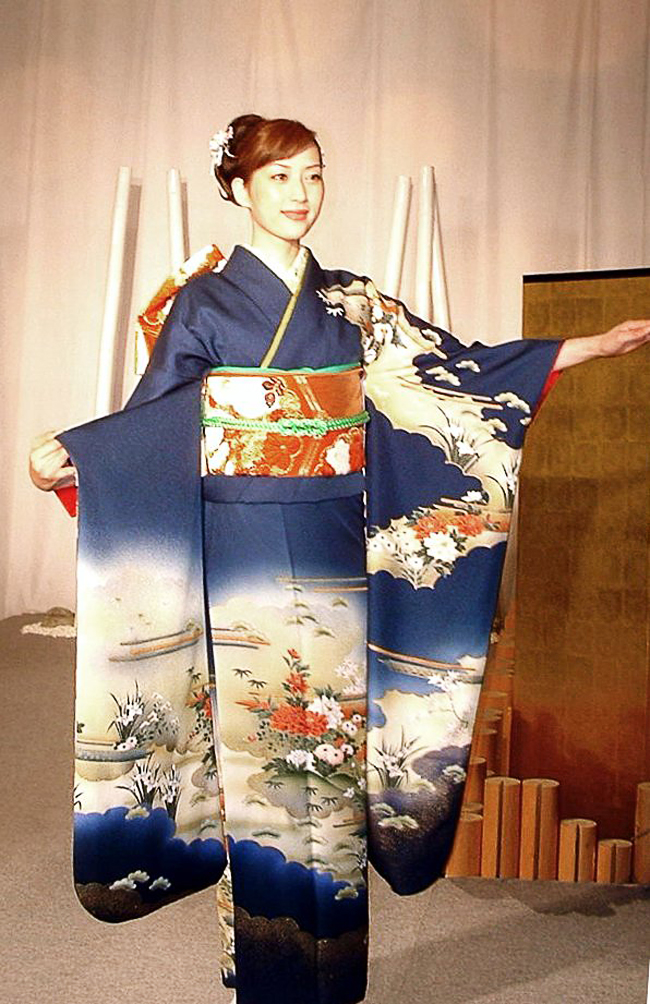
Un chū-furisode, modèle le plus répandu

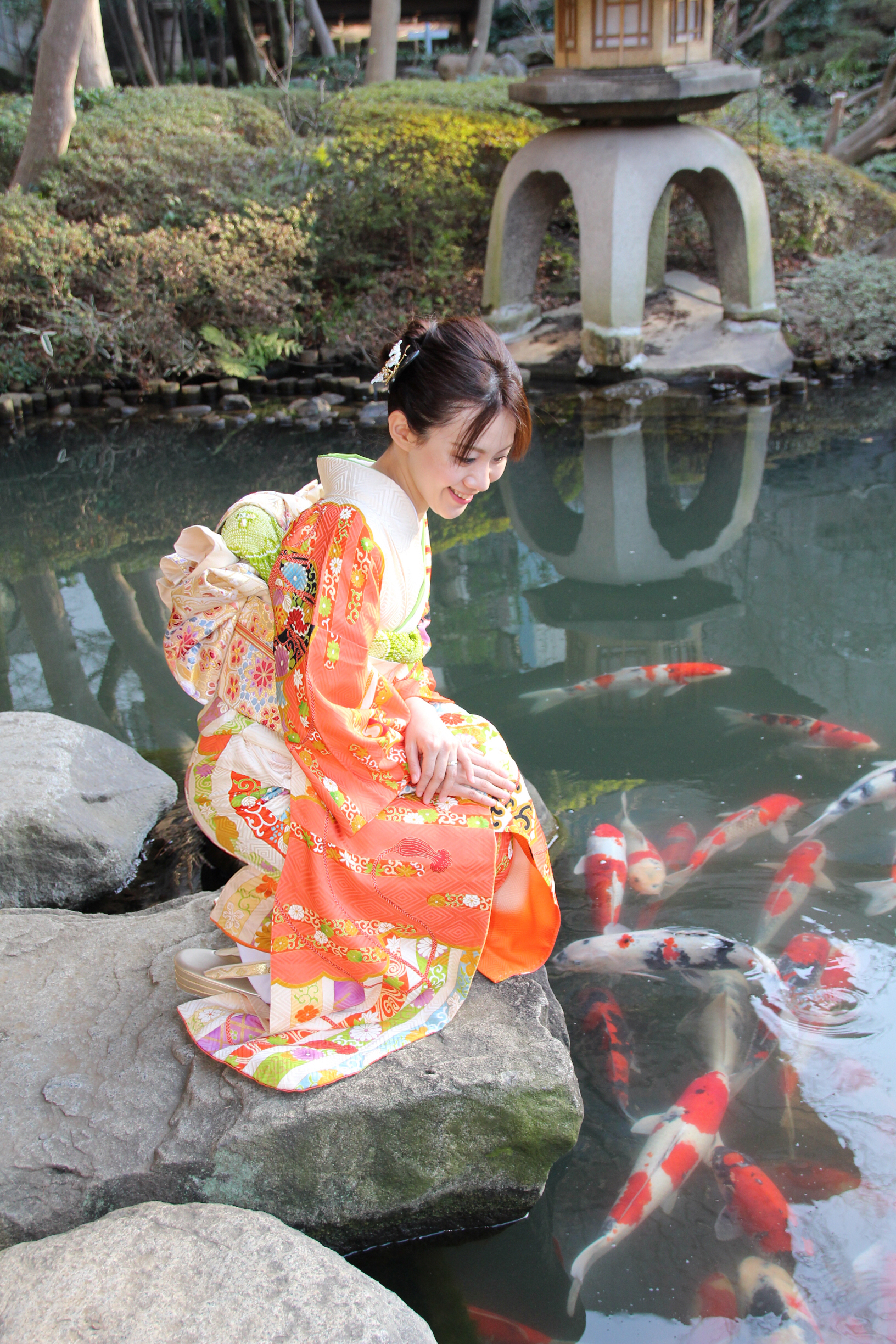
Une dame japonaise portant un furisode au jardin japonais

Le furisode (振袖, littéralement « manches qui pendent ») est le costume traditionnel japonais (kimono) le plus noble.

## Description et usage
Destiné aux femmes célibataires, il est fait de soie très claire, et se caractérise par ses manches dont la longueur peut varier de 75 à 125 centimètres. Les jeunes femmes japonaises le portent à l'occasion de la Seijin shiki, fête qui a lieu l'année de leurs vingt ans, mais aussi pour la cérémonie du thé (chanoyu), le mariage d'un membre de la famille ou encore lors de la remise des diplômes.
En raison de son prix très élevé (en moyenne 500 000 yens, soit 4 000 euros), la plupart des parents le louent pour leur fille plutôt que de l'acheter.

## Historique
Le furisode est apparu pour la première fois au milieu du XVe siècle. Au début de la période Edo, les furisode étaient portés par filles et garçons. Les longues manches pendantes indiquaient que le porteur était un enfant. Deux types de furisode étaient alors mis à disposition : le kodachi, destiné aux nourrissons et aux enfants âgés de 4 à 5 ans, et le nakadachi, pour les 5 à 12 ans. Plus tard, les odachi ou hondachi étaient portés jusqu'à l'âge adulte.
Au XXe siècle, le furisode devient réservé aux femmes.

## Catégories
On en distingue trois catégories selon la taille : ō-furisode, chū-furisode et ko-furisode.

### Ō-furisode
Le ō-furisode (大振袖, grand furisode), aussi nommé hon-furisode (), est le furisode le plus formel et le plus long : ses manches vont de 114 à 125 cm de long. Avant la Seconde Guerre mondiale, il servait de robe de mariée et devait être, à cette occasion, de couleur noire : kuro-furisode (黒振袖, furisode noir) ; aujourd'hui, beaucoup de femmes japonaises optent pour des robes occidentales à leur mariage, quoique l'usage exige un furisode pour la photographie officielle. De plus, les demoiselles d'honneur japonaises ont plutôt tendance à choisir leur furisode coloré ou iro-furisode (色振袖). Il est confectionné au moyen du matériau riche qu'est le rinzu (綸子, soie damassée) tandis que l'obi est en fils d'or et d'argent finement ouvragés.
Jill Liddell écrit dans The Story of the Kimono (1989) : « La mariée se change au moins deux ou trois fois. Cet étonnant spectacle de mode vise à divertir les invités et faire étalage du statut social de la famille et il présente habituellement un mélange entre habillages traditionnel et occidental comme les robes du soir. Il y aura au moins un furisode de porté, lequel pourra être loué car la mariée ne portera pas cette robe à longues manches à nouveau. »
Le ō-furisode (大振袖, grand furisode) est également commun parmi les artistes de la danse et du chant traditionnel japonais.

### Chū-furisode et ko-furisode
Le chū-furisode (中振袖, furisode moyen) est un furisode de taille moyenne avec des manches qui mesurent de 91 à 106 cm, généralement utilisé lors de la cérémonie de passage à l'âge adulte. C'est le plus répandu des trois car ses dimensions permettent une plus grande liberté de mouvement que le ô-furisode tout en gardant une certaine noblesse esthétique.
Le ko-furisode (小振袖, petit furisode) est le plus petit : manches de 75 à 87 cm. Il n'est porté qu'en de rares occasions, comme les cérémonies de remise de diplômes, et s'associe souvent à un hakama.